# Разводящий

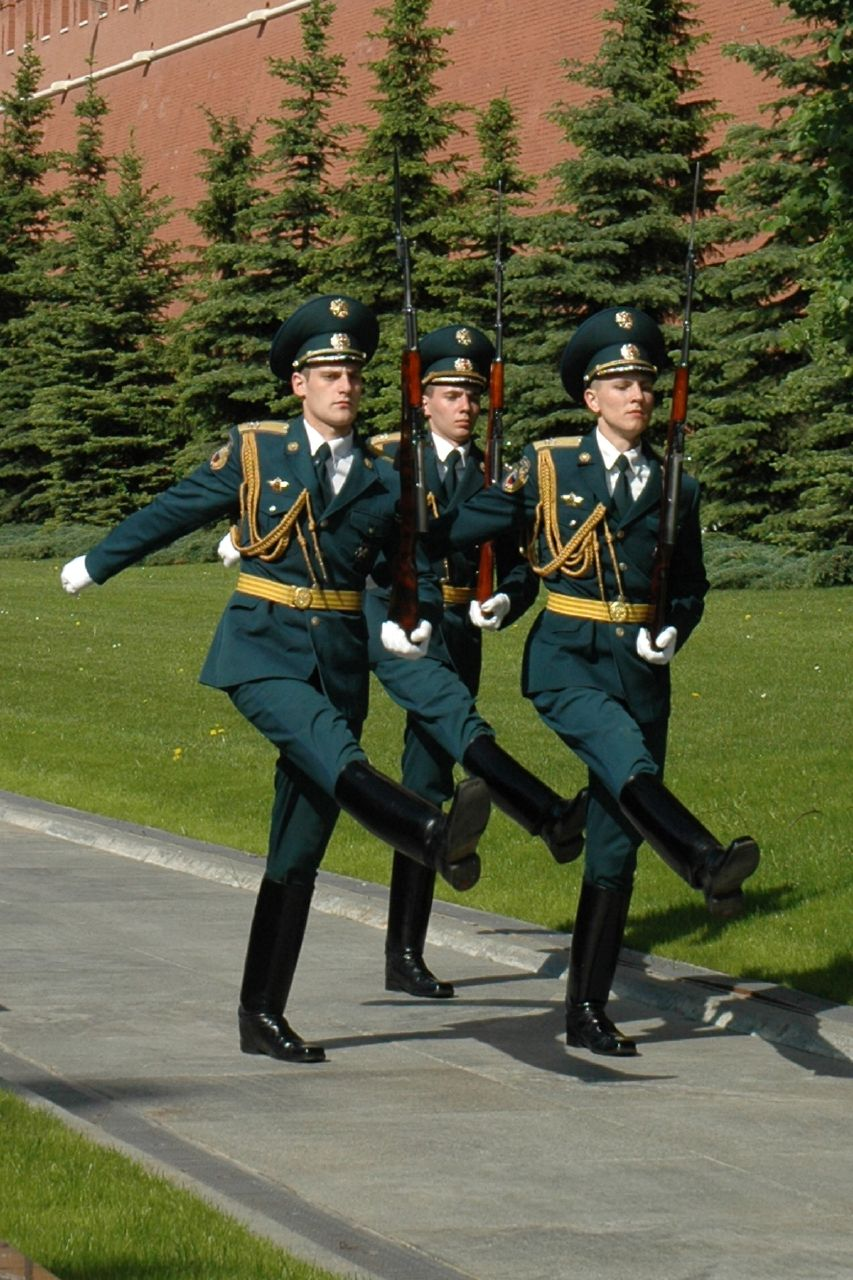
Разводящий с караульными, из состава президентского полка, Москва.

Разводящий — военнослужащий из числа личного состава караула, назначенный для выставления подчинённых ему караульных в качестве часовых на посты, а также — для их смены и для проверки выполнения ими обязанностей во время несения караульной службы.

## В СССР
В Вооружённых силах СССР разводящий подчинялся начальнику караула с его помощником, выполнял только их приказания и назначался из числа сержантов, старшин, старших матросов или опытных и подготовленных солдат рядового состава. Круг его обязанностей и прав регламентировался положениями Устава гарнизонной и караульной службы ВС СССР.
Количество разводящих в рамках одного караула определялось в зависимости от числа постов и их расположения таким образом, чтобы каждый разводящий должен был выставлять на пост не более пяти часовых, а вся процедура по их смене (от следования к посту до возвращения в караульное помещение) занимала не более одного часа. При назначении в караул нескольких разводящих они именуются: «первый разводящий», «второй разводящий» и так далее. Если караулом охраняется один пост, разводящий не назначается, его обязанности выполняет начальник караула.